# Copolymer
| Copolymere (schematische Darstellung) |
| ------------------------------------- |
| Statistisches Copolymer               |
| Gradientcopolymer                     |
| Alternierendes Copolymer              |
| Blockcopolymer                        |
| Pfropfcopolymer                       |

Copolymere sind Polymere (chemische Stoffe aus Makromolekülen), die aus zwei oder mehr verschiedenartigen Monomereinheiten zusammengesetzt sind. Damit unterscheiden sie sich von Homopolymeren. In der Herstellung lassen sich dadurch Produkteigenschaften gezielt steuern.

## Einteilung
Copolymere können in fünf Klassen unterteilt werden, wie anhand eines binären Copolymers, das aus zwei verschiedenen Comonomeren A und B aufgebaut ist, veranschaulicht werden kann:
1. Statistische Copolymere, in denen die Verteilung der beiden Monomeren in der Kette einer statistischen Verteilung folgt. Entspricht das Verhältnis der Monomere in einem Abschnitt dem molaren Verhältnis, spricht man von einer zufälligen Verteilung (-AABABBBABAABBBABBABAB-).[3]
2. Gradientcopolymere, die prinzipiell den statistischen Copolymeren ähnlich sind, in denen jedoch der Anteil des einen Monomers im Verlauf der Kette zu- und des anderen abnimmt (-AAAAAABAABBAABABBBAABBBBBB-).[4]
3. Alternierende Copolymere, in denen sich die beiden Monomere abwechseln (-ABABABABABABABABABAB-).[3]
4. Blockcopolymere und Segmentcopolymere, die aus längeren Sequenzen oder Blöcken jedes Monomers besteht (-AAAAAAAAABBBBBBBBBBBB-).[3] Je nach Anzahl der Blöcke spricht man auch von Diblockcopolymer, Triblockcopolymer usw. Die Zahl der Monomere je Block liegt in der Regel bei maximal zehn Einheiten.[5]
5. Pfropfcopolymere, bei denen Blöcke eines Monomers auf das Gerüst (Rückgrat) eines anderen Monomers aufgepfropft sind.[5][3]

Copolymere, die aus drei verschiedenen Monomeren bestehen, nennt man Terpolymere (-ABCABCABCABCABCABC-). Auch diese Gruppe der Copolymere lässt sich in die oben aufgeführten Klassen unterteilen.
Wechselwirkungsparameter in Copolymermischungen werden mit dem Schubert-Plot dargestellt.

## Beispiele
- Acrylnitril-Butadien-Styrol-Copolymer (ABS)
- Butylkautschuk
- Poloxamere
- Styrol-Acrylnitril-Copolymer (SAN)
- Styrol-Butadien-Kautschuk / Styrol-Butadien-Rubber (SBR)
- Styrol-Ethylen-Butylen-Styrol (SEBS)

## Biopolymere
Neben den Copolymeren (dieser Begriff weist auf die Syntheseart und -weise hin), die verfahrenstechnisch für beabsichtigten Anwendungen entworfen und synthetisiert werden, gibt es eine Vielzahl von natürlich selektionierten Biopolymeren, die man prinzipiell als Copolymere bezeichnen kann, die aber üblicherweise mit dem Begriff Heteropolymere (weist auf die Zusammensetzung hin) charakterisiert werden. Biologische Synthesemechanismen für Polymere folgen anderen Katalyseprinzipien als die der chemisch-synthetischen Polymerchemie. Beispiele sind Proteine, Desoxyribonukleinsäure (DNA) und Cellulose; Übersicht.